# Außerordentlicher FDP-Bundesparteitag 2013 (Mai)
Koordinaten: 52° 29′ 56,2″ N, 13° 22′ 28,3″ O

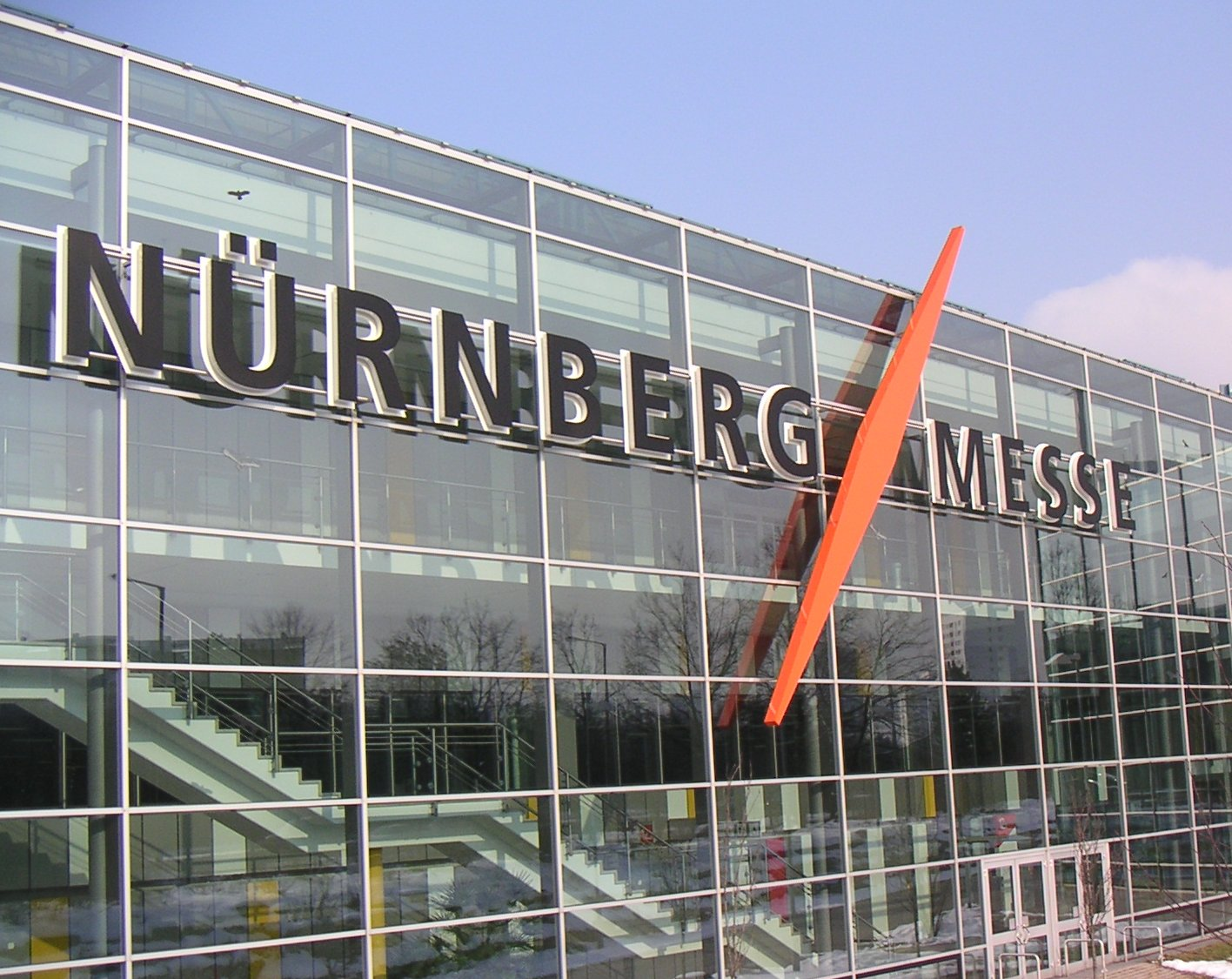
Messehalle Nürnberg

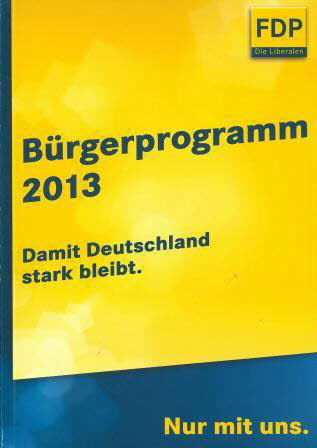
Broschüre: Bürgerprogramm 2013

Den außerordentlichen FDP-Bundesparteitag 2013 hielt die FDP vom 3. bis 5. Mai 2013 in Nürnberg ab. Es handelte sich um den 23. außerordentlichen Bundesparteitag der FDP in der Bundesrepublik Deutschland.

## Beschlüsse
Der Parteitag verabschiedete das „Bürgerprogramm 2013“ für die Bundestagswahl 2013. Er beschloss zudem mit absoluter Mehrheit von rund 57 Prozent der Delegierten einen „liberalen Mindestlohn“, das heißt die Einführung von Lohnuntergrenzen in weiteren Branchen und Regionen.